# 安·瓦格納
安·路易斯·瓦格納（英語：Ann Louise Wagner，1962年9月13日—）是美國政治人物和前外交官，現任代表密蘇里州第二國會選區眾議院議員，曾擔任美国驻卢森堡大使。

## 外部連結
- Congresswoman Ann Wagner （页面存档备份，存于） official U.S. House website
- Ann Wagner for Congress （页面存档备份，存于）
- 中的“安·瓦格納”
- C-SPAN內的頁面（英文）
- 美國國會國家人物傳記大辭典中的傳記
- 由華盛頓郵報維護的投票記錄
- 智慧投票计划中的傳記、投票紀錄及利益集團評級
- 聯邦選舉委員會中的競選財務報告和數據